# Resampling
Resampling (englisch) bzw. Stichprobenwiederholung bezeichnet die Bestimmung der statistischen Eigenschaften von Stichprobenfunktionen, wie Schätzern oder Testgrößen auf Basis einer wiederholten Ziehung von Stichproben, sogenannten Unterstichproben, aus einer Ausgangsstichprobe. Die Stichprobenfunktion wird auf Basis der gezogenen Unterstichproben wiederholt berechnet und anhand der Ergebnisse ihre Verteilungseigenschaften untersucht. Vorteilhaft ist hierbei, dass beim Resampling keine Verteilung angenommen werden muss, wodurch die Verfahren sehr breit einsetzbar sind und (im Gegensatz zu Methoden der parametrischen Statistik) vergleichsweise wenige Annahmen getroffen werden müssen.

## Monte-Carlo-Simulationen
Für das Resampling werden typischerweise rechnergestützte statistische Auswertungsmethoden genutzt. Man benötigt sie, da die Wahrscheinlichkeitsverteilung einer Stichprobenfunktion oder eines statistischen Tests nicht immer (mit vertretbarem Aufwand) bestimmt werden kann. Um auch in diesen Situationen Vertrauensintervalle angeben und Tests durchführen zu können, werden auf der Grundlage der vorhandenen Daten mit Hilfe von Monte-Carlo-Simulationen große Anzahlen von (Pseudo-Zufalls-)Datensätzen erzeugt (das Resampling). Diese werden dann verwendet, um die Verteilung der Stichprobenfunktion, insbesondere deren Streuungsparameter, zu schätzen.
Die Verfahren werden seit den 1980er Jahren entwickelt. Bekannte Verfahren sind die Jackknife-Methode und das als Verbesserung entstandene Bootstrapping-Verfahren.

## Resampling-Verfahren
Verschiedene Verfahren werden zu den Resampling-Methoden gezählt.
- Bootstrapping-Verfahren
- Kreuzvalidierung
  - Jackknife-Methode
- Permutationstests sind exakte Tests

## Anwendungen
- Biaskorrektur und Varianzschätzung